# Croton chamelensis
Croton chamelensis là một loài thực vật có hoa trong họ Đại kích. Loài này được E.J.Lott mô tả khoa học đầu tiên năm 1987.